# Середня (гора)
Середня (Средняя) — гора в массиве Горганы (Украинские Карпаты). Расположена на границе Ивано-Франковского и Калушского районов Ивано-Франковской области, юго-восточнее села Осмолода и западнее села Старая Гута.
Высота 1639 м. Вершина горы конусообразная, склоны крутые, подножия поросшие лесами, на открытых участках — каменные осыпи. Гора Середня вместе с несколькими соседними вершинами — среди которых гора Дальняя (1508 м) — образует небольшой хребет под названием заплатит. Хребет простирается от Средней на север / северо-запад.
На юго-западе от горы раскинулся массивный хребет Игровище с вершинами Висока (1803,6 м) и Игровец (1804,3 м).